# Protomiselia bilinea
Protomiselia bilinea är en fjärilsart som beskrevs av George Francis Hampson 1905. Protomiselia bilinea ingår i släktet Protomiselia och familjen nattflyn. Inga underarter finns listade i Catalogue of Life.